# Langensohl
Langensohl ist ein Ortsteil der im rheinland-pfälzischen Landkreis Kaiserslautern gelegenen Gemeinde Trippstadt. 

## Lage
Er liegt in 400 Meter Höhe über NN. etwa zwei Kilometer nordwestlich vom Siedlungskern der Gemeinde in unmittelbarer Nähe zur Nachbargemeinde Stelzenberg. Anders als viele andere Teilorte von Trippstadt besteht Langensohl nicht nur aus ein paar Häusern, sondern bildet größtenteils ein geschlossenes Siedlungsgebiet. In unmittelbarer Nähe des Ortes befindet sich der Kohlhübel, ein 413 Meter hoher Berg des Pfälzerwaldes.

## Kultur
Mit zwei Backöfen befinden sich vor Ort insgesamt zwei Objekte, die unter Denkmalschutz stehen. Zudem steht am östlichen Rand der Siedlung der Ritterstein 106, der die Aufschrift Hochgericht 1767 trägt.

## Infrastruktur
Entlang des östlichen Randes verläuft die Kreisstraße 53; von dieser zweigt die Kreisstraße 54 ab, die in den Ort hineinführt. Nächstgelegener Bahnhof ist Schopp an der Biebermühlbahn. Darüber hinaus verfügt der Ort über zwei Bushaltestellen.
Zudem befindet sich unmittelbar östlich der Bikepark Trippstadt.